# Davincia arboris
Davincia arboris är en stekelart som beskrevs av Girault 1924. Davincia arboris ingår i släktet Davincia och familjen finglanssteklar. Inga underarter finns listade i Catalogue of Life.